# Stenoplastis aterrima
Stenoplastis aterrima är en fjärilsart som beskrevs av Paul Dognin 1913. Stenoplastis aterrima ingår i släktet Stenoplastis och familjen tandspinnare. Inga underarter finns listade i Catalogue of Life.